# 55-й егерский полк
55-й егерский полк

## Формирование полка
Сформирован 4 ноября 1813 года из Ростовского пехотного полка, 30 августа 1815 года назван 26-м егерским. 8 декабря 1819 года переименован в 35-й егерский. Наряду с другими номерными егерскими полками был упразднен 3 июня 1833 года. 1-й и резервный батальоны полка присоединены к Селенгинскому пехотному полку, а 2-й — к Якутскому пехотному. 
Знаков отличия 55-й (26-й, 35-й) егерский полк не имел.